# Otto Hässler
Adolf Otto Alfred Hässler, född den 22 juni 1847 i Högsby socken i Kalmar län, död den 6 juli 1929 i Stockholm,  var en svensk bokförläggare och författare. Pseudonymer: Erex; Grimner; Paul Seffenzoff; Viktor von Falk.